# Vanessa (pictură)

Vanessa (1868) este o pictură de John Everett Millais aflată în Sudley House, Liverpool. Este un portret fantezist care o descrie pe  prietena apropiată și corespondenta a lui Jonathan Swift Esther Vanhomrigh (1688-1723), care era cunoscut prin acea poreclă pe care Swift a inventat-o pentru ea.
Vanessa reprezintă o îndepărtare majoră în arta lui Millais, pentru că abandonează pentru prima dată pe deplin finisajul detaliat care încă era observat în Waking and Sleeping, expus în anul precedent. Influențat de opera lui Diego Velázquez și a lui Joshua Reynolds, Millais a pictat cu linii ale pensulelor dramatice și vizibile, în culori vii, creând ceea ce a fost descris ca o mânuire „aproape vag modernă” a vopselei.

Esther Vanhomrigh este cunoscută sub numele de "Vanessa lui Swift" din cauza numelui fictiv pe care i l-a dat atunci când aceasta a publicat corespondența lor. Portretul este complet imaginar. Nu există nici o imagine a lui Esther Vanhomrigh și se cunosc foarte puține despre aspectul ei real, deși se spunea că „nu era o frumusețe”. Ține în mână o scrisoare, probabil scrisă către sau venind de la Swift. Expresia ei tristă este legată de natura bogată a legăturii lor, care a fost ruptă de legătura lui Swift cu o altă femeie, Esther Johnson, pe care a numit-o „Stella”, cu care s-ar fi căsătorit în secret. Vanessa a murit curând după aceea. Millais a pictat, de asemenea, o lucrare-însoțitoare care o reprezintă pe Stella.
Pictura face parte din renașterea secolului al XVIII-lea în arta britanică, când a apărut un interes revigorat pentru lucrările lui Reynolds și Gainsborough.